# Grzepnica
Grzepnica (deutsch Armenheide) ist ein Dorf in der polnischen Woiwodschaft Westpommern. Es gehört zur Landgemeinde Dobra (Daber) im Powiat Policki (Pölitzer Kreis).

## Geographische Lage
Grzepnica liegt im östlichen Vorpommern, etwa 4 Kilometer nördlich des Dorfs Dobra (Daber), 12 Kilometer westlich der Stadt Police (Pölitz) und 13 Kilometer nordwestlich von Stettin.

## Geschichte
Armenheide war früher ein Klostergut und Kolonistendorf, das Eigentum des Johannisklosters in Stettin war. Das Dorf wurde um die Mitte des 18. Jahrhunderts auf der Feldmark des Dorfes Völschendorf (heute polnisch Wołczkowo) gegründet und durch Zukauf vergrößert. Um 1865 bestand das Gut, das verpachtet wurde, aus zwei Ackerwerken, Armenheide und Johannishof genannt, dem Gutsforst, der Gutsförsterei und einer Schule. Früher hatte es am Ort außerdem eine Glashütte gegeben. In dem Kolonistendorf, das mit dem Ackerwerk Armenheide zusammengelegt war, gab es um dieselbe Zeit drei Büdner, einen Gemischtwarenhändler und einen Gasthof. Um 1864 wurden in Armenheide 273 Einwohner gezählt, die in insgesamt zwölf Wohnhäusern lebten. Armenheide bildete eine eigene Schulgemeinde.
Anfang der 1930er Jahre hatte die Gemarkung der Gemeinde Armenheide eine Flächengröße von 12,1 km², und auf dem Gemeindegrund standen zusammen 20 Wohngebäude an fünf verschiedenen Wohnorten:
1. Alte Glashütte
2. Armenheide
3. Hundsforth
4. Johannishof
5. Neuhaus

Im Jahr 1925 wurden in der Gemeinde Armenheide 213 Einwohner gezählt, die auf 49 Haushaltungen verteilt waren.
Bis 1939 hatte das Dorf Armenheide zum Kreis Randow im Regierungsbezirk Stettin der Provinz Pommern gehört. Es wurde am 15. Oktober 1939 in den Kreis Ueckermünde eingegliedert, bei dem es bis 1945 blieb.
Nach Ende des Zweiten Weltkriegs wurde Armenheide unter polnische Verwaltung gestellt und in Grzepnica umbenannt.

### Entwicklung der Einwohnerzahl
- 1864: 273[2]
- 1925: 213[3]
- 1933: 212[4]
- 1939: 202[4]

### Religion
Die vor 1945 in Armenheide anwesende Bevölkerung gehörte mit großer Mehrheit dem evangelischen Glaubensbekenntnis an. Unter den 1925 gezählten 213 Einwohnern befanden sich 205 Protestanten und acht Katholiken.